# Wallmoräne bei Buflingsried

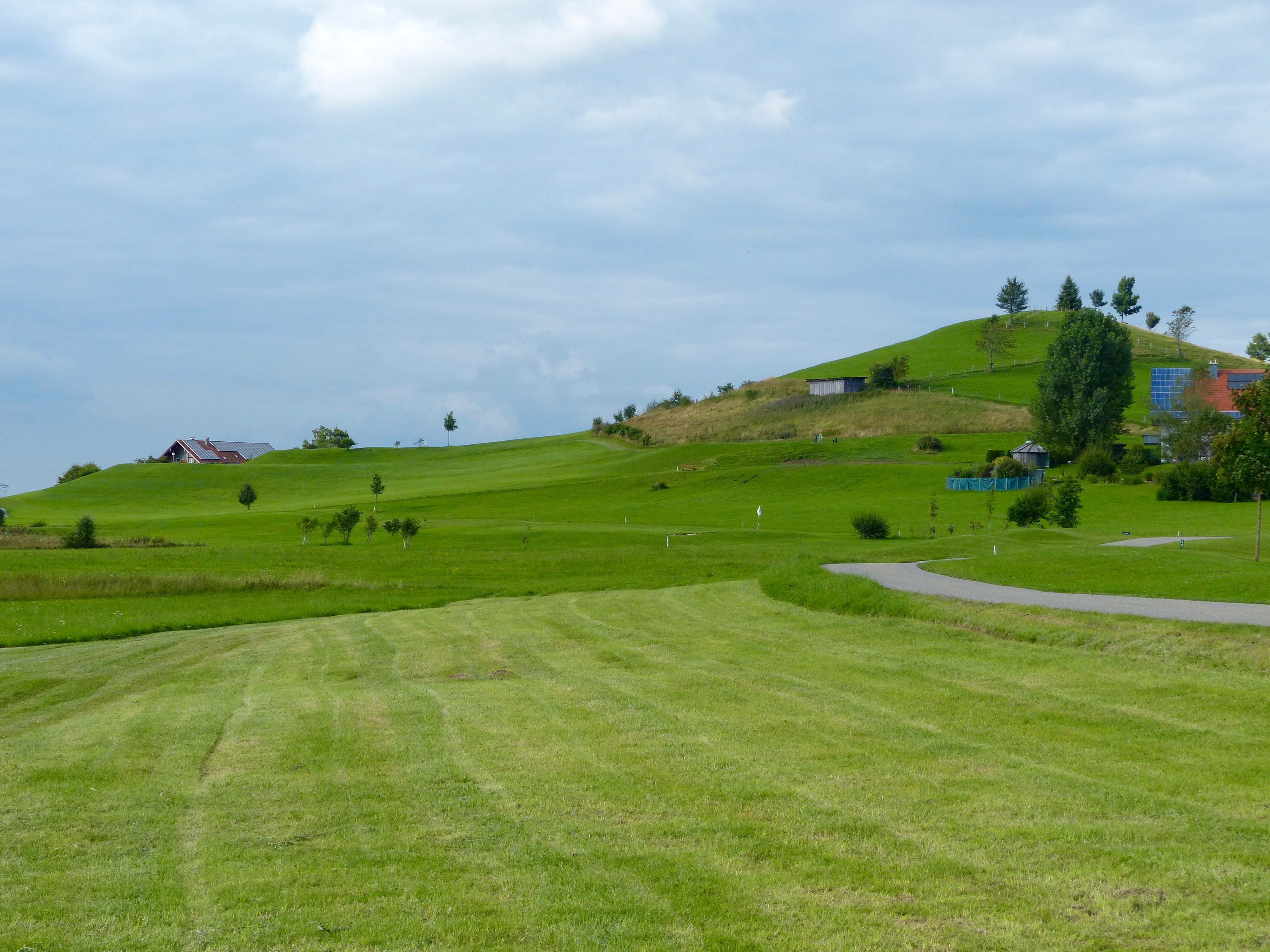
Endmoräne bei Buflingsried

Die Wallmoräne bei Buflingsried ist ein Geotop bei Buflingsried östlich von Scheidegg im Landkreis Lindau (Bodensee). Eiszeitliche Sedimente bilden in der Rhein-Jungmoränenregion südlich der Deutschen Alpenstraße auf einer Länge von 600 Metern einen bis zu 20 m hohen jungpleistozänen Doppelmoränenwall am Roderbühl.

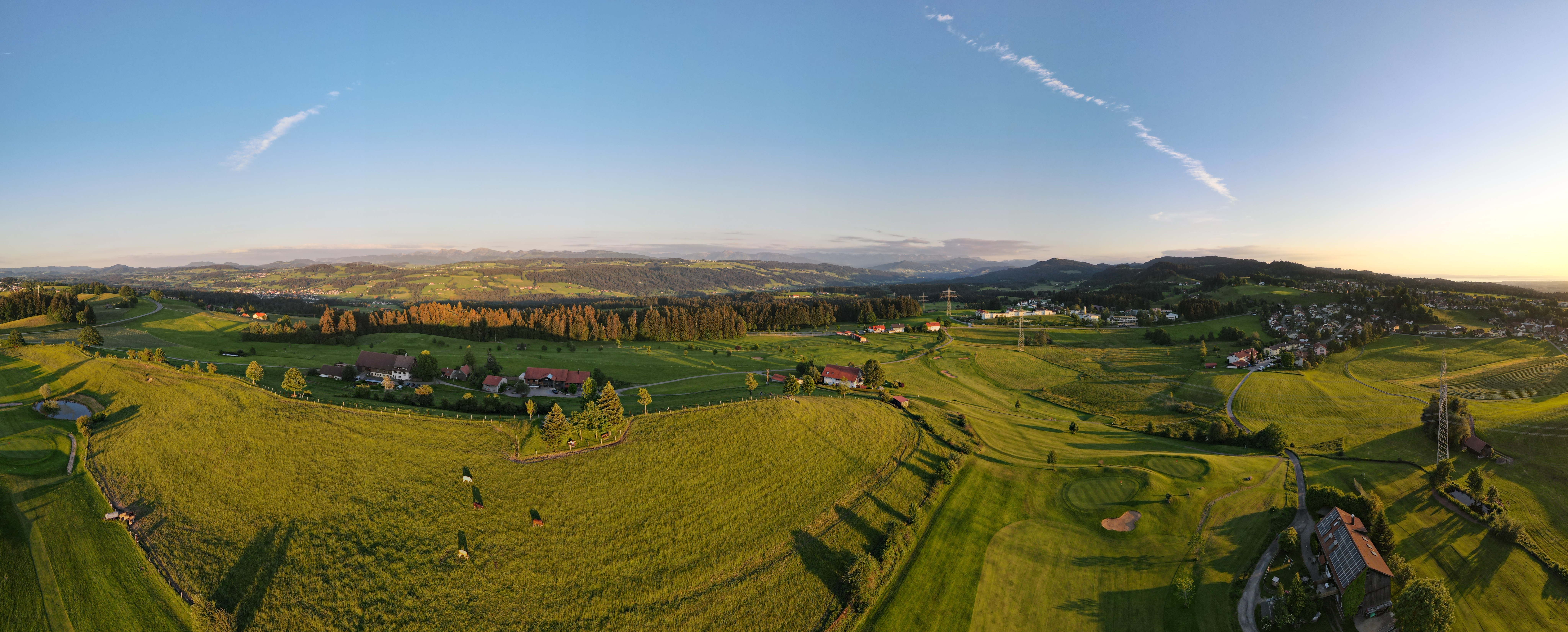
Endmoräne bei Buflingsried von oben mit Blick nach Rotachtal

## Geologie

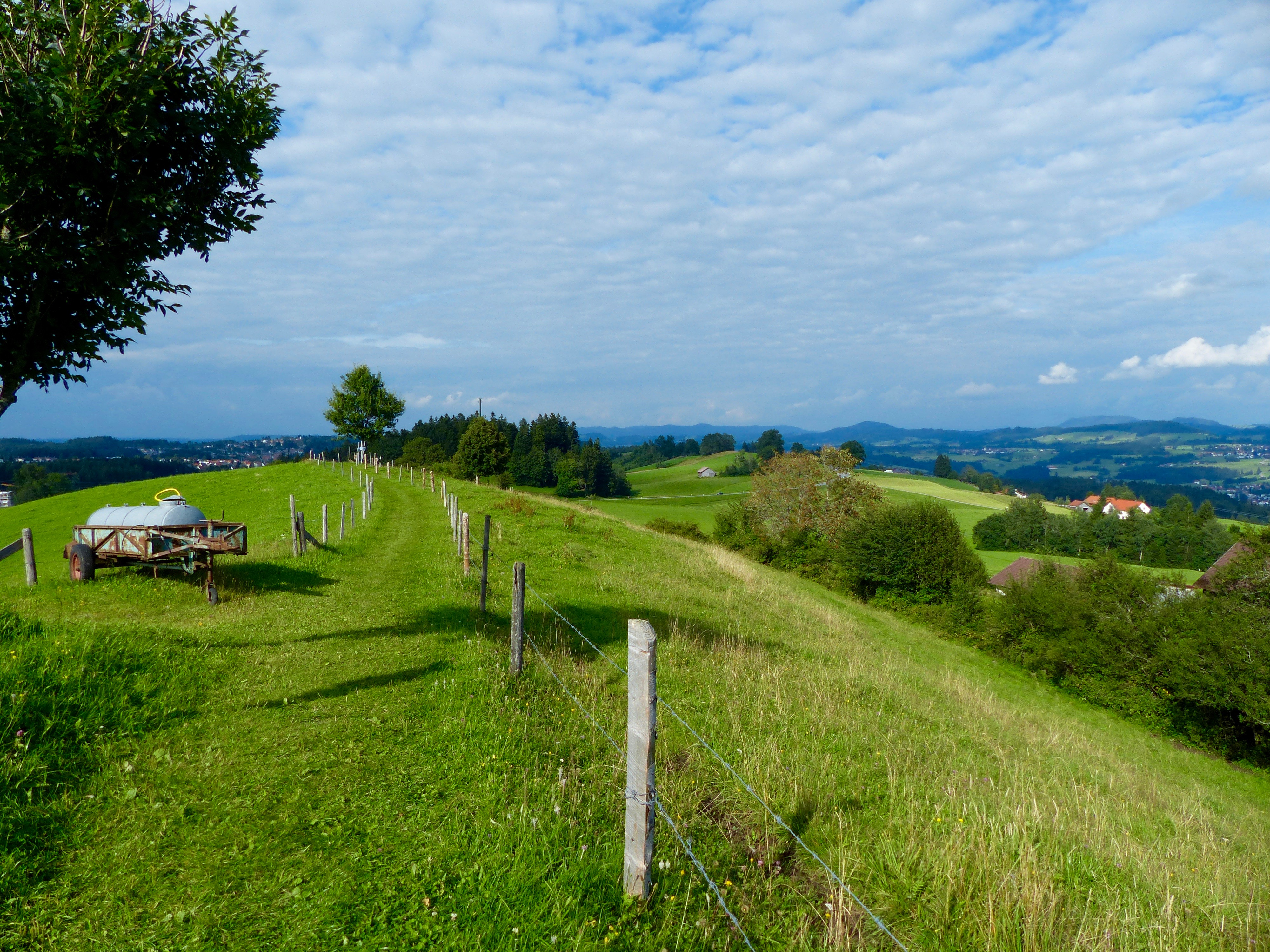
Höhenrücken des Roderbühls

Die markante Erhebung des Roderbühls (849 m ü.NN) wurde im Oberpleistozän während des Rückzuges eines Lobus des Rheingletschers gebildet. Die als Doppelmoränenwall ausgebildete Endmoräne am Roderbühl gehört zu den Endmoränenstaffeln, die im Spät-Hochglazial der Würm-Kaltzeit im nördlichen Alpenvorland während des oszillierenden Vorrückens und Rückzuges der Rotachzunge des Rheingletschers am Gletscherrand abgelagert wurden. Die Endmoränen bilden heute zusammen mit Toteislöchern, Osern und Kames die morphologisch stark gegliederten Eiszerfallslandschaften im Landkreis Lindau.
Das Geotop Wallmoräne bei Buflingsried  ist vom Bayerischen Landesamt für Umwelt als geowissenschaftlich bedeutendes Geotop (Geotop-Nr. 776R004) mit einer Eignung als geotouristisches Objekt eingestuft worden.

## Heutige Situation
Der Endmoränenzug liegt heute im Bereich eines Golfplatzes. Bei dessen Anlage wurde die ursprüngliche Form des Geländes bereichsweise stark verändert. 
Auf dem Roderbühl wurde im Jahr 1936 ein Flugbeobachtungsbunker errichtet, von dem heute noch Überreste vorhanden sind.
Die Wallmoräne von Buflingsried gehört heute zu den Stationen der Tour 5 des Wanderwege-Systems Westallgäuer Wasserwege. Auf dem Höhenrücken sind entsprechende Hinweistafeln zur Geologie und Landschaftsentwicklung aufgestellt worden.

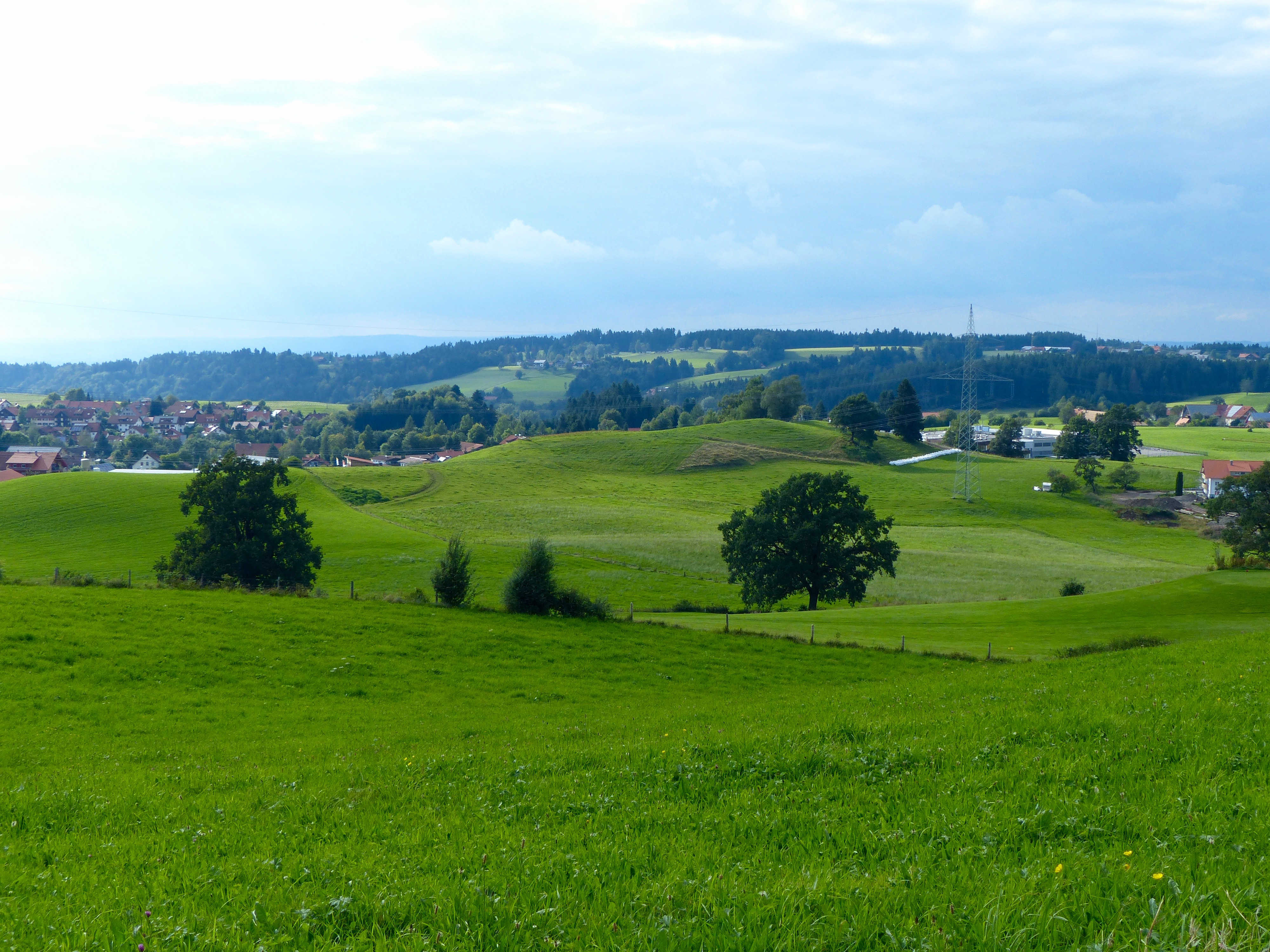
Blick auf den Endmoränenwall
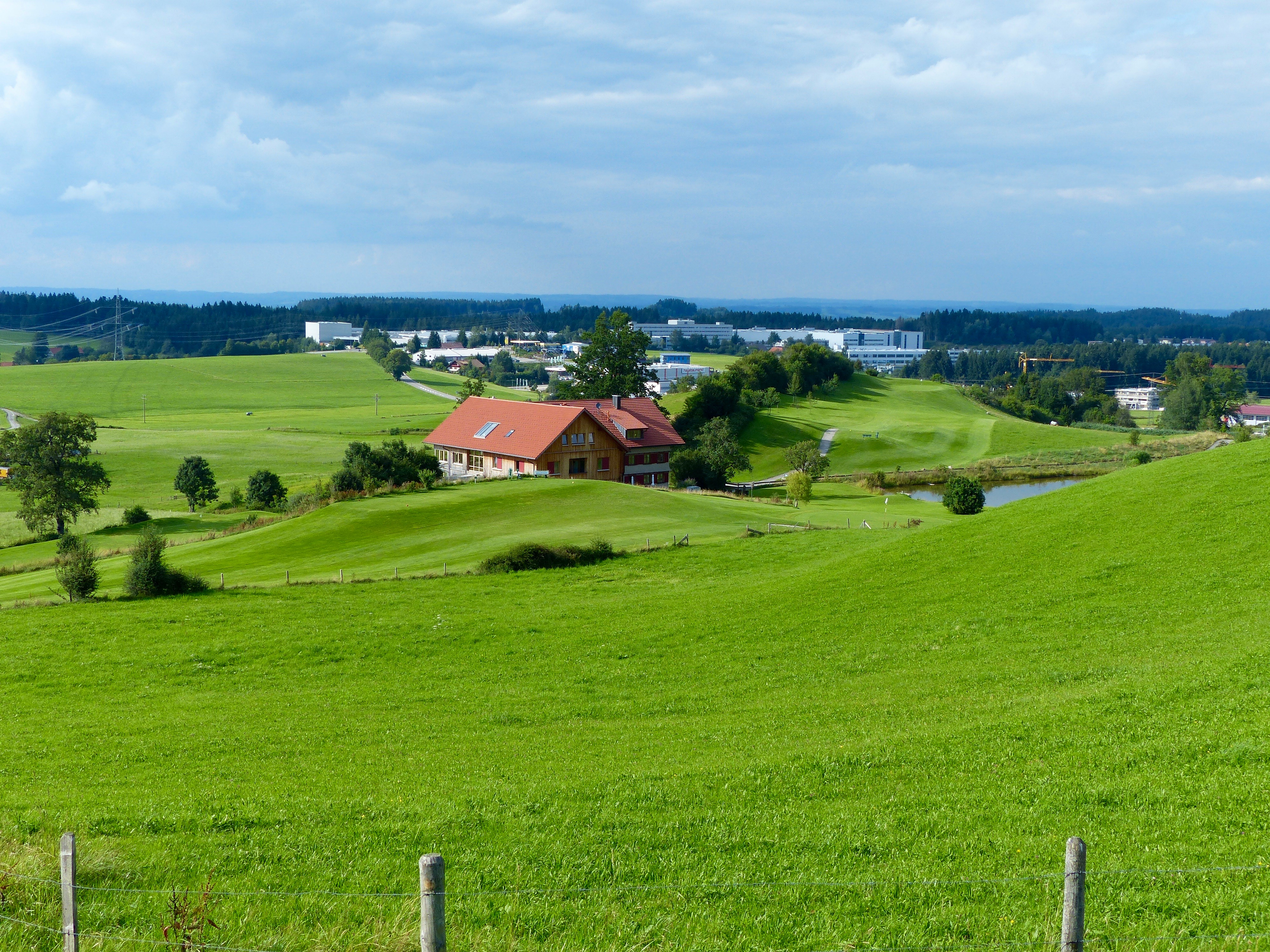
Golfplatz in der Endmoränenlandschaft
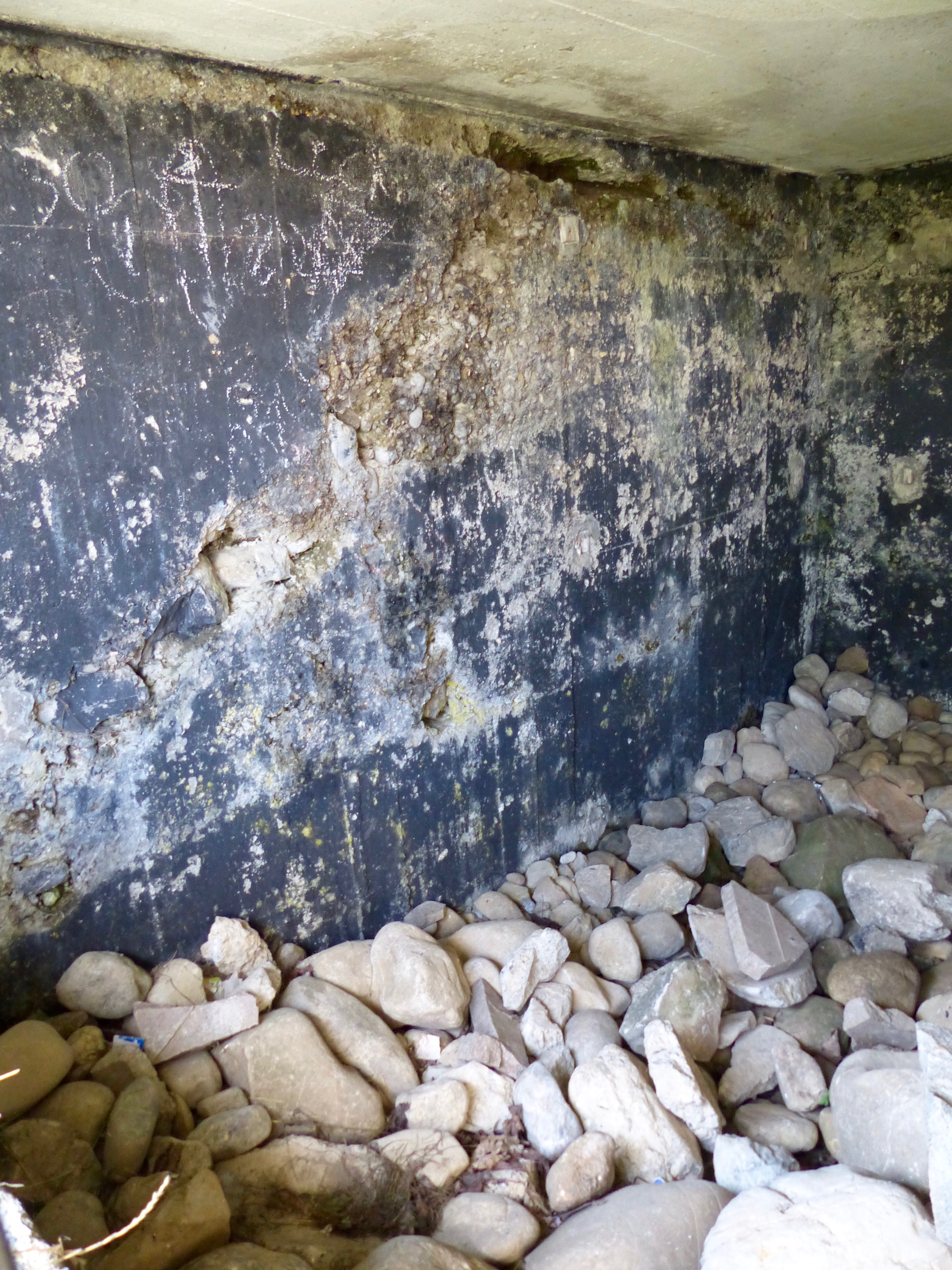
Luftbeobachtungsbunker Roderbühl
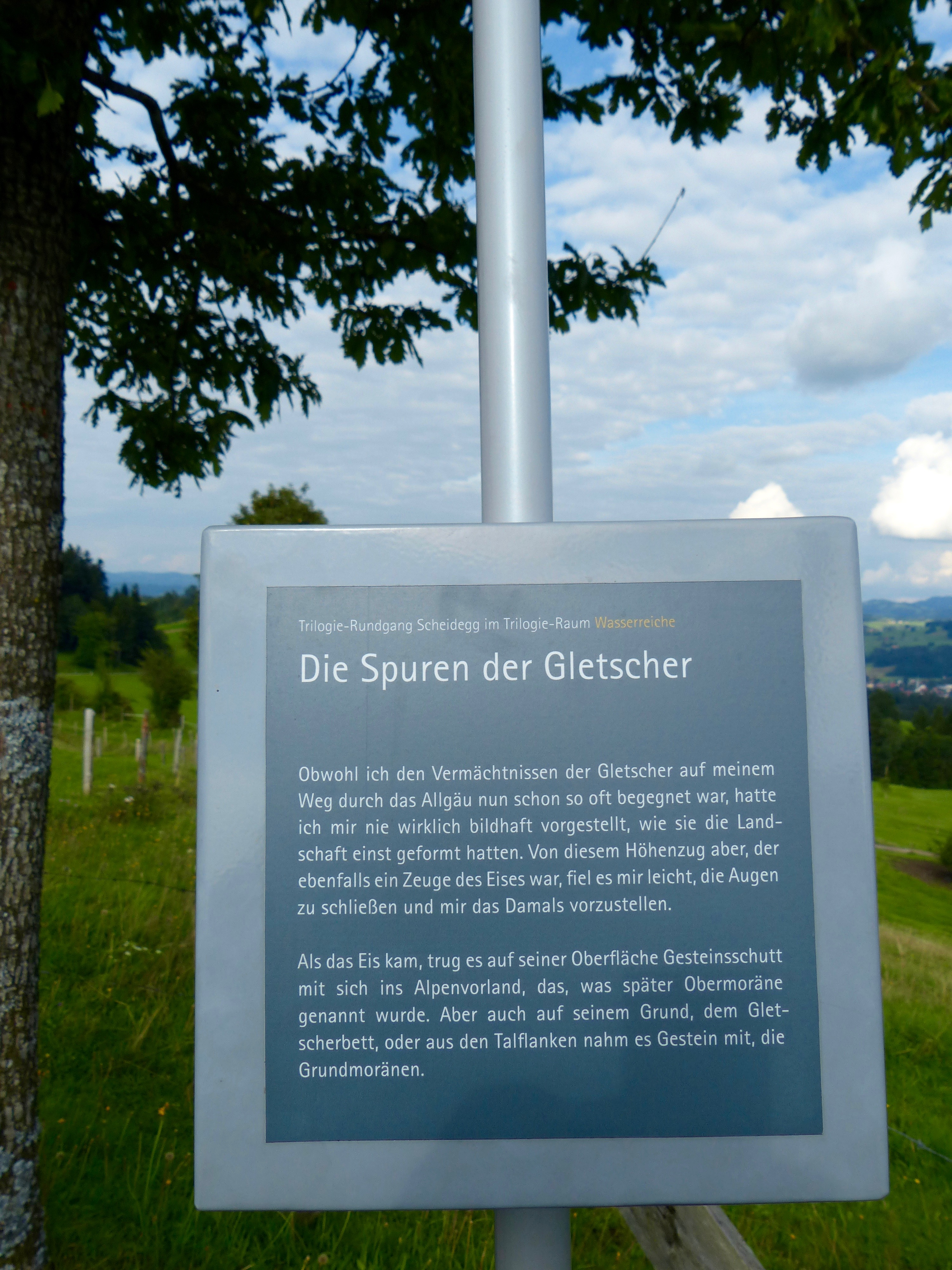
Infotafel „Westallgäuer Wasserwege“
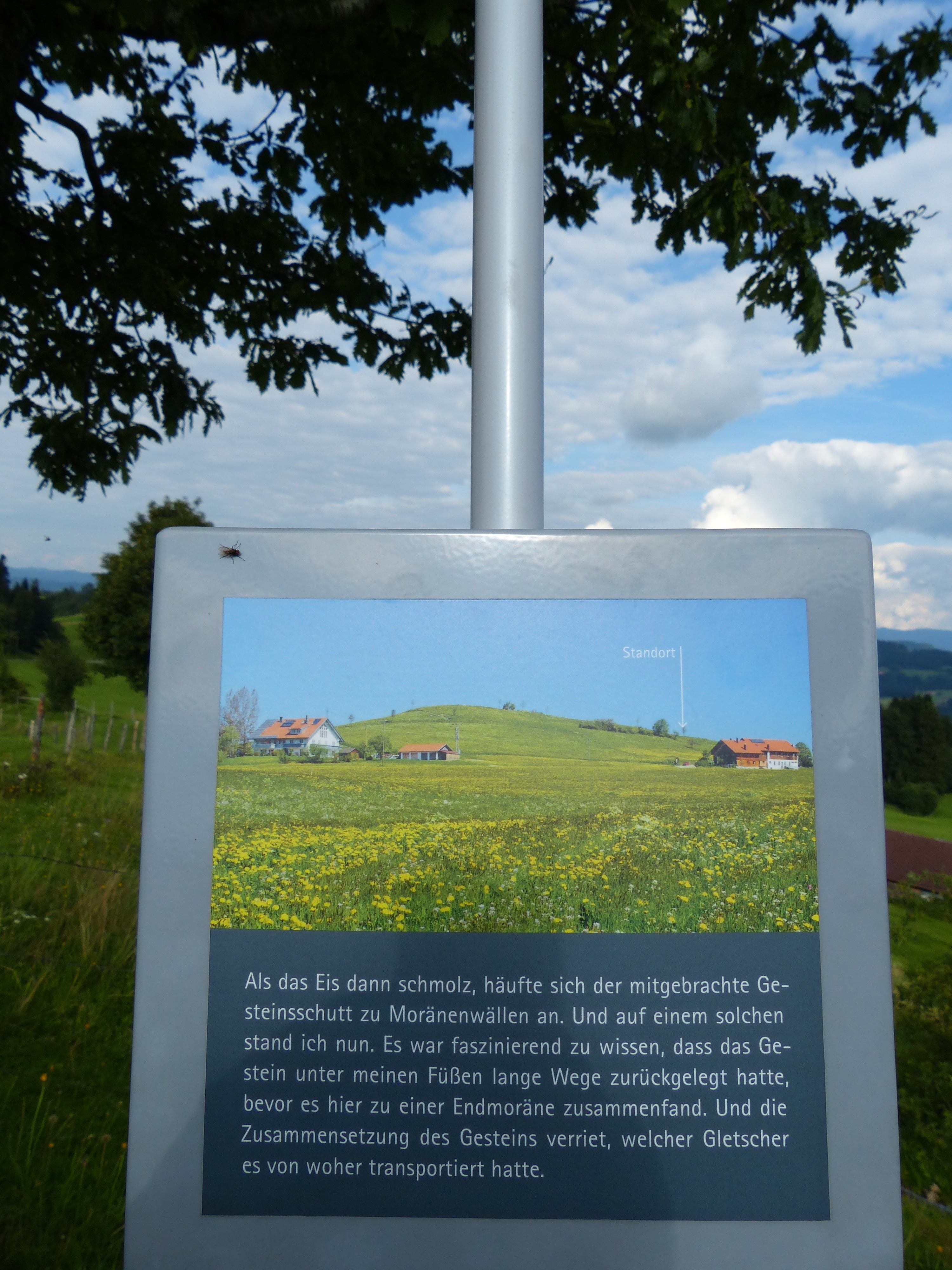
Infotafel „Westallgäuer Wasserwege“